# Phong phú
Phong phú hay còn gọi hoàng thảo tích tụ (danh pháp khoa học: Dendrobium cumulatum) là một loài thực vật có hoa trong họ Lan. Loài này được John Lindley mô tả khoa học đầu tiên năm 1855.

## Mô tả
Lan sống phụ sinh, thân hình trụ, dài 10 - 20cm. Lá thuôn hẹp, dài 10cm, rộng 2cm, đỉnh nhọn. Cụm hoa có 2 hoa ở mỗi đốt, hoa mùa trắng hay hơi vàng, có đốm đỏ tía. Cánh môi có cựa dài 1,5cm. Tại Việt nam cây nở hoa khoảng tháng 8

## Phân bố
Cây mọc ở Đà Lạt (Lâm Đồng), và phân bố ở Lào, Campuchia, Thái Lan, Mianma...
Đặc điểm cây với thân màu tím, lá tím hồng, gốc nhỏ, thân hơi phình to. Cây cỡ trung bình 40-60cm. Hoa nhỏ, màu tím hồng, có cái cựa cong rất dài, thường mọc thành chùm nhiều hoa trên một cuống nhỏ